# Gioventù bruciata (album Mahmood)
| Recensione       | Giudizio |
| ---------------- | -------- |
| All Music Italia | 7,5/10   |
| ArtWave          | 7/10     |
| Indie-Roccia     | 7,5/10   |
| Rockol           |          |

Gioventù bruciata è il primo album in studio del cantautore italiano Mahmood, pubblicato il 22 febbraio 2019 dalla Island Records.
Contiene i singoli precedentemente pubblicati sull'omonimo EP in aggiunta a nuovi brani inediti, presentati ufficialmente il 1º febbraio 2019 durante il primo concerto ufficiale dell'artista milanese. Tra i singoli è presente Soldi, brano vincitore del Festival di Sanremo 2019 che ha rappresentato l'Italia all'Eurovision Song Contest 2019, arrivando secondo.
L'album è stato posizionato alla sesta posizione dei 20 miglior dischi italiani del 2019 stilata dalla rivista Rolling Stone.

## Descrizione
L'album viene anticipato dall'omonimo EP pubblicato il 21 settembre 2018 dall'etichetta discografica Island Records e che viene successivamente ristampato il seguente 30 novembre con l'aggiunta del singolo Gioventù bruciata, con il quale vince Sanremo Giovani 2019, e nuovamente il 6 febbraio 2019 con Soldi, brano che ha vinto il Festival di Sanremo 2019.[1] Entrambe le versioni dell'EP erano disponibili solo sulle piattaforme digitali e di streaming.[2]
La pubblicazione dell'album, inizialmente annunciata per il 1º marzo 2019, è stata successivamente anticipata al 22 febbraio in seguito alla vittoria di Sanremo. L'album ha debuttato direttamente al primo posto in classifica ed è stato certificato disco d'oro il successivo 15 aprile per le oltre 25 000 copie vendute nel territorio italiano. A un anno di distanza, nel marzo 2020, è stato premiato anche con il disco di platino.

## Promozione
Il 1º febbraio 2019 Mahmood tiene, dopo una serie di piccole esperienze a livello locale, il suo primo concerto ufficiale al circolo Ohibò di Milano, dove presenta alcuni suoi inediti tra cui Sabbie mobili, Remo e Il Nilo nel naviglio. In alcune interviste al TG1, si definisce «cantautore moroccan pop», indicando tra le influenze la musica araba ascoltata dal padre e Lucio Battisti. Il 10 febbraio, giorno successivo alla sua vittoria, Mahmood è ospite di Mara Venier nel programma Domenica In nell'annuale puntata speciale in occasione del festival mentre la sera è ospite di Fabio Fazio e Luciana Littizzetto nel programma Che tempo che fa; in entrambe le ospitate viene intervistato e si esibisce con Soldi.
Per la promozione dell'album viene annunciato un instore tour in tutta Italia di 13 date mentre il successivo 9 aprile, il cantante annuncia tramite i social network le prime date del suo Good Vibes Tour, con data zero a Parma il 25 aprile, e che lo vedrà impegnato in una serie di concerti in Italia e in Svizzera fino a Settembre dello stesso anno. In occasione del concerto dell'8 luglio al Montreux Jazz Festival, in Svizzera, Mahmood ha fatto da artista d'apertura per la cantante britannica Rita Ora[58] mentre il 7 agosto, a Locorotondo, nell'ambito del Locus Festival, Mahmood ha aperto il concerto della cantautrice americana Lauryn Hill.[60] L'8 agosto successivo verranno annunciate invece le prime date di quello che sarà il primo tour europeo di Mahmood, il quale porterà il suo album in concerto in 8 diversi paesi.
Il 4 marzo è protagonista di una puntata speciale di Radio Italia dove si esibisce per la prima volta con un concerto completo in seguito alla vittoria al festival di Sanremo presentando i brani del nuovo album. Il successivo 21 marzo è ospite di Rai Radio 2 dove propone live i brani del suo album in un nuovo concerto mentre il 24 marzo è ospite di Radio RSI in Svizzera per uno speciale showcase.
La promozione dell'album vede impegnato l'artista anche in numerose appirazioni televisive: il 22 febbraio è ospite di Peter Gomez nel programma La Confessione, il 24 febbraio prende parte a Domenica in con Mara Venier, il 2 marzo ospite di Silvia Toffanin a Verissimo, il 16 marzo ospite di Maria De Filippi ad Amici, il 19 marzo è ospite Giovanni Floris nel programma Dimartedì, mentre il 26 marzo è uno degli ospiti della prima puntata della nuova stagione del Maurizio Costanzo Show. Durante le ospitate del 24 febbraio e 16 e 26 marzo si esibisce anche con Soldi.
Il 24 maggio è tra gli ospiti internazionali della radio svizzera ONE FM, a Ginevra, in occasione dell'evento One FM Star Night 2019: per l'occasione Mahmood si esibisce con i brani Il Nilo nel Naviglio e Soldi. Il 4 giugno 2019 è tra gli ospiti dei SEAT Music Awards 2019 all'Arena di Verona dove si esibisce con il brano Soldi in versione spagnola accompagnato da Maikel Delacalle e in tale occasione riceve due premi per l'album Gioventù bruciata e per il singolo Soldi per essere stati certificati rispettivamente disco d'oro e triplo disco di platino. Il 16 giugno è ospite ad Ostia di uno show organizzato Algida in occasione dei 60 anni del Cornetto; durante lo spettacolo tenutosi al teatro antico, Mahmood si esibisce con Uramaki, Anni 90, Gioventù bruciata e Soldi.

## Tracce
Testi di Alessandro Mahmoud, eccetto dove indicato.
1. Soldi – 3:15 (testo: Alessandro Mahmoud, Dario Faini – musica: Alessandro Mahmoud, Dario Faini, Paolo Alberto Monachetti)
2. Gioventù bruciata – 3:18 (musica: Alessandro Mahmoud, Stefano Ceri)
3. Uramaki – 2:56 (musica: Marcello Grilli, Francesco Fugazza)
4. Il Nilo nel Naviglio – 3:07 (musica: Alessandro Mahmoud, Francesco "Katoo" Catitti)
5. Anni 90 (feat. Fabri Fibra) – 3:19 (testo: Alessandro Mahmoud, Fabrizio Tarducci – musica: Marcello Grilli, Francesco Fugazza)
6. Asia occidente – 3:49 (musica: Alessandro Mahmoud, Francesco "Katoo" Catitti)
7. Remo – 3:08 (musica: Alessandro Mahmoud)
8. Milano Good Vibes – 2:58 (musica: Marcello Grilli, Francesco Fugazza)
9. Sabbie mobili – 3:11 (musica: Stefano Ceri)
10. Mai figlio unico – 3:00 (musica: Alessandro Mahmoud, Stefano Ceri)
11. Soldi (feat. Gué Pequeno) (Bonus Track) – 3:15 (testo: Alessandro Mahmoud, Dario Faini, Cosimo Fini – musica: Alessandro Mahmoud, Dario Faini, Paolo Alberto Monachetti)

## Classifiche

### Classifiche settimanali
| Classifica (2019) | Posizione massima |
| ----------------- | ----------------- |
| Estonia           | 4                 |
| Islanda           | 24                |
| Italia            | 1                 |
| Lettonia          | 51                |
| Lituania          | 2                 |
| Norvegia          | 18                |
| Svezia            | 34                |
| Svizzera          | 34                |

### Classifiche di fine anno
| Classifica (2019) | Posizione |
| ----------------- | --------- |
| Italia            | 23        |